# مت هایموویتز
مت هایموویتز (انگلیسی: Matt Haimovitz؛ زادهٔ ۳ دسامبر ۱۹۷۰) ویولنسل اهل اسرائیل است.